# Oberonia arisanensis
Oberonia arisanensis är en orkidéart som beskrevs av Bunzo Hayata. Oberonia arisanensis ingår i släktet Oberonia och familjen orkidéer. Inga underarter finns listade i Catalogue of Life.